# Monsieur Bonhomme et les Incendiaires
Monsieur Bonhomme et les Incendiaires ; pièce didactique sans doctrine (Biedermann und die Brandstifter, ein Lehrstück ohne Lehre) est une pièce de théâtre écrite par l'écrivain suisse Max Frisch, qui fut jouée pour la première fois au Schauspielhaus de Zurich le 29 mars 1958.

## Résumé

### Argument
La pièce raconte comment un bourgeois, Théodore Bonhomme, un petit industriel, accueille et maintient chez lui un, puis deux intrus, manifestement des incendiaires, malgré les alertes parues dans la presse. Bien que les signes évidents se multiplient tout au long de la pièce, jusqu'au bout Théodore Bonhomme se voile la face, se figurant qu'il peut échapper aux crimes des deux hommes en tentant de devenir leur ami, allant jusqu'à les inviter à un dîner (dernière scène), à la fin duquel il leur donne une boîte d'allumettes comme preuve de confiance.

### Résumé par scènes
- Scène 1 : Théodore Bonhomme (Gottlieb Biedermann dans la version originale en allemand) un riche fabricant de lotion capillaire, lit dans le journal un article parlant du dernier d'une série d'incendies criminels frappant la ville depuis quelque temps. Il s'emporte au sujet des auteurs, qui « méritent tous la pendaison ». La tactique des incendiaires est toujours la même : déguisés en simples colporteurs, ils s'incrustent dans une maison qu'ils brûlent plus tard. Puis la servante Anna annonce la visite d'un marchand ambulant qui se présente sous le nom de Goulot (Josef Schmitz dans la version originale), ancien lutteur et maintenant sans-abri. Il s'introduit de lui-même dans le salon sans y avoir été invité, use de son aspect massif pour inspirer la crainte, puis comble M. Bonhomme de flatteries, enfin se plaint d'être constamment rejeté car considéré comme un pyromane et fait appel à l'humanité de M. Bonhomme. Celui-ci, qui vient de licencier sans états d'âme son employé Valette (Knechtling dans la version originale), apprécie cette occasion d'endosser le rôle de philanthrope et laisse Goulot passer la nuit dans le grenier.

- Scène 2 : Le lendemain matin, l'épouse de M. Bonhomme, Babette, accuse son mari d'être trop bon. Elle veut, après lui avoir servi le petit déjeuner, mettre Goulot à la porte d'une manière courtoise mais ferme. Mais le lutteur parvient à éveiller la pitié de Babette en lui contant son enfance difficile. Puis on sonne à la porte ; c'est prétendument un représentant de l'assurance incendie. Goulot reconnaît, par l'argumentation avancée pour "inspecter les lieux", l'arrivée de son comparse Durassier (Wilhelm Maria Eisenring dans la version originale), un ancien maître d'hôtel.

- Scène 3 : Après que Goulot et Durassier ont fait du bruit toute la nuit dans le grenier, M. Bonhomme entreprend de chasser Goulot de la maison. La découverte soudaine d'un deuxième homme dans le grenier le laisse tout à coup muet, tout comme la vision brutale des nombreux tonneaux remplis d'essence, qui ont été montés durant la nuit dans son grenier. Un policier annonce à M. Bonhomme que son ancien employé Valette s'est suicidé. Quand il se renseigne sur le contenu des barils, M. Bonhomme ment et affirme qu'ils sont remplis de lotion capillaire. Interrogé par le chœur, sorte de conscience de la pièce, M. Bonhomme joue l'innocent, prétendant ne pas sentir l'odeur de l'essence, et qu'il ne faut pas « penser que tout est toujours pour le pire ».

- Scène 4 : En M. Bonhomme croît la conscience du danger et la peur. Il ne veut pas faire de ses deux invités des ennemis, qui pourraient alors tout embraser d'une seule allumette, et il les convie à un dîner. Durassier, seul et en pleins préparatifs au moment de cette invitation, lui parle ouvertement d'amorces, de mèches détonantes, de détonateurs et de fibre de bois comme combustible. Il sollicite même son aide pour mesurer une mèche. Le meilleur camouflage, dit Durassier, meilleur que la dérision et les dehors pitoyables, c'est la vérité pure, parce que personne ne la croit. Quand M. Bonhomme a quitté le grenier surgit de derrière les bidons un jeune universitaire dont l'élégance détonne sur l'aspect des deux autres Il est traité d'idéaliste par Durassier et méprisé par lui parce que ne prenant aucun plaisir à voir les brasiers et leurs victimes, restant toujours trop sérieux et fixé sur son idéal de changement de la Société... avant de trahir, soupçonne Durassier.

- Scène 5 : Une oie est préparée pour le dîner qui doit être aussi simple que possible pour promouvoir l'amitié entre M. Bonhomme et ses invités. Le maître de maison rejette la veuve de Valette, qui le dérange pendant les préparatifs : il "n'a pas de temps à perdre avec les morts", dit-il. Une couronne funéraire arrive, qui est dédicacée par erreur au nom de Bonhomme au lieu de Valette. Quand il remonte de sa cave où il s'est lui-même surpris à choisir ses meilleures bouteilles, il déclare avec lourdeur au public qu'il a depuis les premiers temps des soupçons, mais qu'aurait-il dû faire ?Une mise en scène de Baerum Teaterselskap au Sandvika Teater en 2013

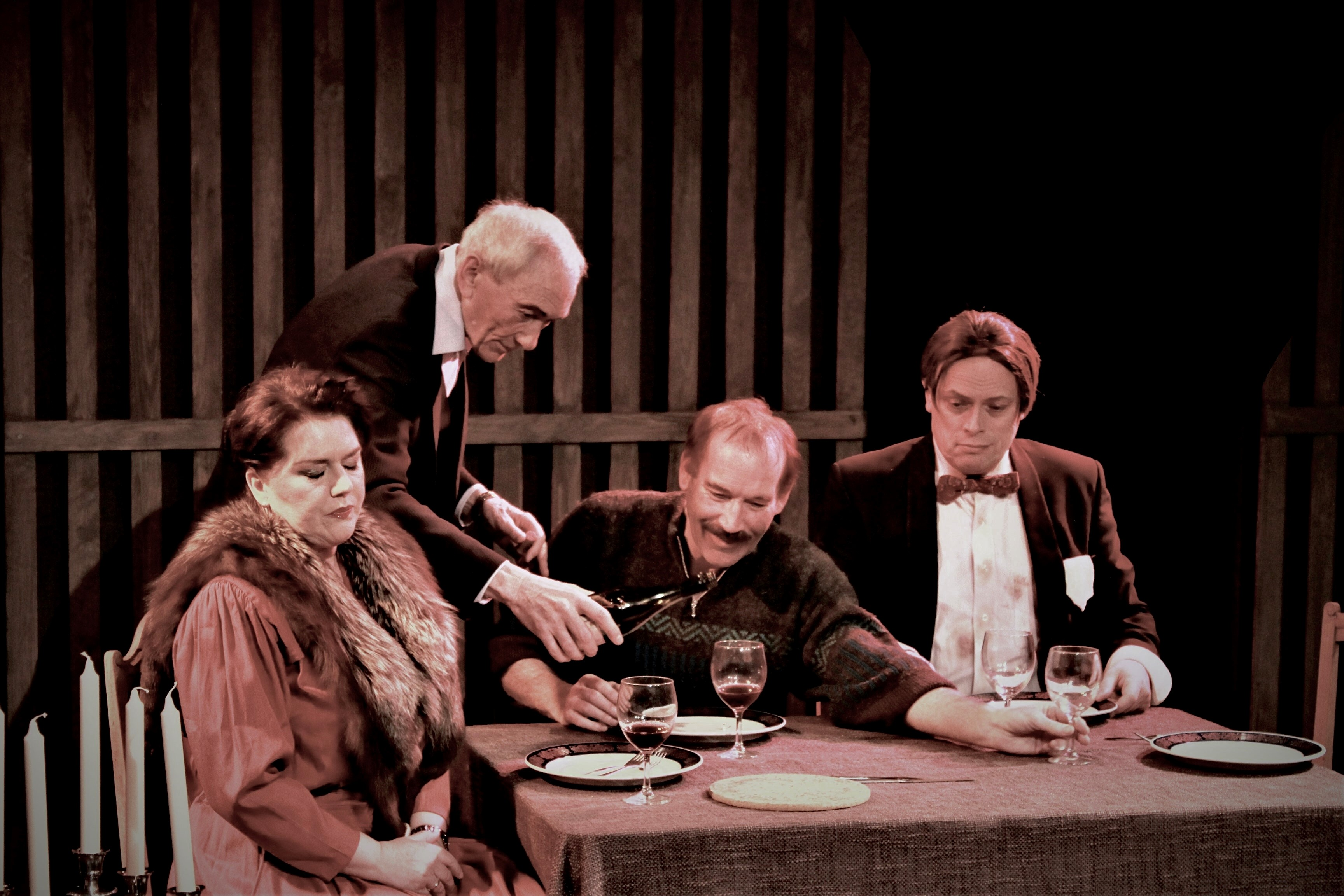
Une mise en scène de Baerum Teaterselskap au Sandvika Teater en 2013

- Scène 6 : Au dîner M.Bonhomme s'étouffe de rire en racontant à son épouse les préparatifs de l'incendie qu'il s'obstine à prendre pour un canular afin de ménager aux deux incendiaires une porte de sortie. Babette ne comprenant rien à cette mascarade, il boit avec Goulot et Durassier à l'amitié, et l'humeur du dîner est joyeuse. Goulot fait étalage de ses "talents" d'acteur, se fait passer pour un fantôme avec la nappe sur la tête. Ses cris « Jedermann ! » (nom du personnage de la pièce éponyme de Hugo von Hofmannsthal) se changent en « Biedermann ! » (nom allemand de M. Bonhomme dans l'œuvre originale ). Goulot annonce être l'esprit du défunt Valette. Pendant un moment la consternation l'emporte dans l'assemblée. Mais quand Goulot, ivre, entonne une comptine enjouée M. Bonhomme reprend des couleurs et chante et danse avec les deux hommes. Lorsque l'on entend au loin des sirènes de pompiers M.Bonhomme prend cette alerte très au sérieux mais se dit soulagé que le feu ne soit pas chez lui, cela jusqu'à ce que Durassier lui déclare sérieusement qu'ils attirent toujours les pompiers loin d'eux pour faire diversion avant de passer à l'acte selon ses plans (vent chaud, présence de gazomètres à proximité, route encombrée pour les pompiers en raison de la diversion...). Avec un désespoir croissant, M. Bonhomme s'accroche à la conviction que ses deux invités ne sont pas des incendiaires mais ses amis. Pour leur montrer sa confiance il leur donne même des allumettes, après quoi Goulot et Durassier prennent congé. Le jeune universitaire apparaît alors et lit une déclaration dans laquelle il déclare se désolidariser de ses complices qui ne veulent pas changer le monde comme lui mais agissent par pur plaisir sadique. Alors la maison de M. Bonhomme s'enflamme et plusieurs gazomètres explosent.

## Mises en scène notables
- 1960 : création Mise en scène Jean-Marie Serreau Décors et costumes André Acquart Images Peter Knapp Élia Fouli et Siné Théâtre de Lutèce Paris
- 1960 : Version française de Philippe Pilliod, mise en scène de Graeme Allwright et Jean-Marie Lancelot, Comédie de Saint-Étienne[2] ;
- 1968 : Mise en scène de Bernard Jenny, Théâtre du Vieux-Colombier ;
- 1975 : Théâtre de la Ville, avec Maurice Chevit ;
- 2005 : mise en scène de Robert Sturua, Théâtre national Roustavéli[3].